# Анте Павич
Анте Павич (нар. 7 березня 1989) — колишній хорватський тенісист.
Найвищу одиночну позицію світового рейтингу — 132 місце досяг 13 жовтня 2014, парну — 106 місце — 6 січня 2020 року.
Найвищим досягненням на турнірах Великого шолома було 2 коло в одиночному розряді.
Завершив кар'єру 2021 року.

## Фінали челленджерів і ф'ючерсів

### Одиночний розряд: 9 (5–4)
| Легенда (одиночний розряд) |
| -------------------------- |
| Тур ATP Челленджер (1–1)   |
| Тур ITF Ф'ючерс (4–3)      |

| Титули за покриттям |
| ------------------- |
| Тверде (4–4)        |
| Ґрунт (0–0)         |
| Трава (0–0)         |
| Килим (1–0)         |

| Результат | В-П | Дата     | Турнір               | Рівень     | Покриття   | Суперник             | Рахунок              |
| --------- | --- | -------- | -------------------- | ---------- | ---------- | -------------------- | -------------------- |
| Перемога  | 1–0 | Бер 2010 | Швейцарія F3, Вадуц  | Ф'ючерс    | Килим (i)  | Андіс Юшка           | 6–3, 7–6(7–3)        |
| Перемога  | 2–0 | Сер 2012 | США F23, Едвардсвілл | Ф'ючерс    | Тверде     | Ерік Квіґлі          | 7–6(7–3), 7–5        |
| Поразка   | 2–1 | Сер 2012 | Канада F6, Вінніпег  | Ф'ючерс    | Тверде     | Рід Карлтон          | 6–2, 3–6, 3–6        |
| Поразка   | 2–2 | Сер 2013 | Канада F6, Вінніпег  | Ф'ючерс    | Тверде     | Джон-Патрік Сміт     | 6–3, 4–6, 3–6        |
| Поразка   | 2–3 | Жов 2013 | Нігерія F1, Лагос    | Ф'ючерс    | Тверде     | Борна Чорич          | 4–6, 3–6             |
| Перемога  | 3–3 | Жов 2013 | Нігерія F2, Лагос    | Ф'ючерс    | Тверде     | Джіван Недунчежіян   | 6–4, 6–3             |
| Перемога  | 4–3 | Лис 2013 | Сенегал F1, Дакар    | Ф'ючерс    | Тверде     | Максіміліан Нойхріст | 5–0 ret.             |
| Поразка   | 4–4 | Бер 2014 | Рімускі, Канада      | Челленджер | Тверде (i) | Сем Грот             | 6–7(3–7), 2–6        |
| Перемога  | 5–4 | Вер 2017 | Колумбус, США        | Челленджер | Тверде (i) | Александер Ворд      | 6–7(11–13), 6–4, 6–3 |

### Парний розряд: 37 (26–11)
| Легенда (парний розряд)   |
| ------------------------- |
| Тур ATP Челленджер (11–5) |
| Тур ITF Ф'ючерс (15–6)    |

| Титули за покриттям |
| ------------------- |
| Тверде (11–7)       |
| Ґрунт (14–3)        |
| Трава (0–0)         |
| Килим (1–1)         |

| Результат | В-П   | Дата     | Турнір                         | Рівень     | Покриття   | Партнер         | Суперники                               | Рахунок                    |
| --------- | ----- | -------- | ------------------------------ | ---------- | ---------- | --------------- | --------------------------------------- | -------------------------- |
| Перемога  | 1–0   | Вер 2008 | Греція F4, Кефалонія           | Ф'ючерс    | Тверде     | Ілія Вучич      | Петер Лукассен Ян-Ваутер Руп            | 6–3, 6–3                   |
| Перемога  | 2–0   | Лип 2009 | Німеччина F11, Кельн           | Ф'ючерс    | Ґрунт      | Томіслав Бркич  | Даніель Карассіоло Яцек Шиґовський      | 6–3, 7–6(7–2)              |
| Перемога  | 3–0   | Сер 2010 | Хорватія F5, Вінковці          | Ф'ючерс    | Ґрунт      | Мислав Хижак    | Тоні Андроїч Марин Милан                | 6–3, 6–4                   |
| Перемога  | 4–0   | Вер 2010 | Хорватія F6, Осієк             | Ф'ючерс    | Ґрунт      | Мислав Хижак    | Марін Драганя Діно Маркан               | 4–6, 6–2, [10–4]           |
| Перемога  | 5–0   | Лют 2011 | Хорватія F2, Загреб            | Ф'ючерс    | Тверде (i) | Мислав Хижак    | Мате Делич Кристиян Месарош             | 6–3, 6–7(3–7), [10–4]      |
| Перемога  | 6–0   | Кві 2011 | Італія F5, Верчеллі            | Ф'ючерс    | Ґрунт      | Ерік Крепальді  | Філіпп Освальд Бертрам Штайнберґер      | 7–6(7–4), 6–7(4–7), [10–5] |
| Перемога  | 7–0   | Лип 2011 | Сербія F4, Кикинда             | Ф'ючерс    | Ґрунт      | Мислав Хижак    | Нікола Чачиц Ґоран Тошич                | 7–5, 7–5                   |
| Поразка   | 7–1   | Сер 2011 | Хорватія F6, Чаковець          | Ф'ючерс    | Ґрунт      | Мислав Хижак    | Марін Драганя Діно Маркан               | 7–6(7–4), 3–6, [3–10]      |
| Поразка   | 7–2   | Вер 2011 | Італія F28, Брузапорто         | Ф'ючерс    | Килим (i)  | Маттео Воланте  | Енріко Яннуцці Лука Ванні               | 3–6, 7–6(7–4), [9–11]      |
| Перемога  | 8–2   | Жов 2011 | Німеччина F15, Діттельбрунн    | Ф'ючерс    | Килим (i)  | Сандро Ерат     | Марко Ленц Ґеорґе фон Массов            | 6–4, 6–2                   |
| Перемога  | 9–2   | Тра 2012 | Боснія і Герцеговина F3, Брчко | Ф'ючерс    | Ґрунт      | Нікола Мектич   | Філіп Горанський Алдін Шеткич           | 6–1, 6–3                   |
| Перемога  | 10–2  | Сер 2012 | Канада F6, Вінніпег            | Ф'ючерс    | Тверде     | Юїті Іто        | Філіп Пеліво Мілан Покраяц              | 3–6, 6–3, [20–18]          |
| Перемога  | 11–2  | Вер 2012 | Канада F8, Торонто             | Ф'ючерс    | Тверде     | Мартон Фучович  | Чейз Б'юкенен Тенніс Сендгрен           | 6–2, 6–4                   |
| Поразка   | 11–3  | Чер 2013 | Словенія F2, Марибор           | Ф'ючерс    | Ґрунт      | Янез Семрайч    | Лукас Ястрауніґ Ніколас Райсіґ          | 6–3, 6–7(5–7), [9–11]      |
| Поразка   | 11–4  | Лип 2013 | Гранбі, Канада                 | Челленджер | Тверде     | Адам Ель Мідаві | Ерік Хвойка Пітер Поланскі              | 4–6, 3–6                   |
| Поразка   | 11–5  | Сер 2013 | Канада F5, Калгарі             | Ф'ючерс    | Тверде     | Мілан Покраяц   | Жан-Їв Обон Денніс Неволо               | 5–7, 3–6                   |
| Перемога  | 12–5  | Сер 2013 | Канада F6, Вінніпег            | Ф'ючерс    | Тверде     | Мілан Покраяц   | Філіп Пеліво Девід Софаер               | 6–0, 4–6, [13–11]          |
| Перемога  | 13–5  | Жов 2013 | Нігерія F1, Лагос              | Ф'ючерс    | Тверде     | Руан Рулофсе    | Борна Чорич Діно Маркан                 | 7–6(7–3), 6–2              |
| Перемога  | 14–5  | Жов 2013 | Нігерія F2, Лагос              | Ф'ючерс    | Тверде     | Руан Рулофсе    | Борна Чорич Діно Маркан                 | 7–5, 6–3                   |
| Поразка   | 14–6  | Лис 2013 | Тюмень, Росія                  | Челленджер | Тверде (i) | Іван Аніканов   | Сергій Бетов Олександр Бурий            | 4–6, 2–6                   |
| Поразка   | 14–7  | Січ 2014 | Нумеа, Нова Каледонія          | Челленджер | Тверде     | Блаж Рола       | Остін Крайчек Тенніс Сендгрен           | 6–7(4–7), 3–6              |
| Перемога  | 15–7  | Жов 2014 | Ташкент, Узбекистан            | Челленджер | Тверде     | Лукаш Лацко     | Франк Мозер Александер Сачко            | 6–3, 3–6, [13–11]          |
| Перемога  | 16–7  | Лис 2016 | Кобе, Японія                   | Челленджер | Тверде     | Даніель Мазур   | Джіван Недунчежіян Крістофер Рунґкат    | 4–6, 6–3, [10–6]           |
| Поразка   | 16–8  | Січ 2017 | Франція F2, Брессюїр           | Ф'ючерс    | Тверде (i) | Руан Рулофсе    | Корентен Деноллі Юго Нис                | 4–6, 2–6                   |
| Поразка   | 16–9  | Кві 2017 | США F13, Літл-Рок              | Ф'ючерс    | Тверде     | Філіп Бестер    | Люк Бембрідж Ґевін ван Пеперзіл         | 6–2, 3–6, [9–11]           |
| Перемога  | 17–9  | Чер 2017 | Італія F15, Реджо-нель-Емілія  | Ф'ючерс    | Ґрунт      | Ґжеґож Панфіл   | Александер Сентенарі Ґонсало Ескобар    | 6–1, 7–6(7–4)              |
| Перемога  | 18–9  | Лис 2017 | Пуне, Індія                    | Челленджер | Тверде     | Томіслав Бркич  | Педро Мартінес Адріан Менендес Масейрас | 6–1, 7–6(7–5)              |
| Перемога  | 19–9  | Тра 2018 | Пуерто-Вальярта, Мексика       | Челленджер | Тверде     | Данило Петрович | Бенджамін Лок Фернандо Ромболі          | 6–7(2–7), 6–4, [10–5]      |
| Перемога  | 20–9  | Чер 2018 | Poprad-Tatry, Словаччина       | Челленджер | Ґрунт      | Томіслав Бркич  | Нікола Чачиц Лука Марґаролі             | 6–3, 4–6, [16–14]          |
| Поразка   | 20–10 | Лип 2018 | Перуджа, Італія                | Челленджер | Ґрунт      | Томіслав Бркич  | Даніеле Браччалі Маттео Донаті          | 3–6, 6–3, [7–10]           |
| Перемога  | 21–10 | Лип 2018 | Падуя, Італія                  | Челленджер | Ґрунт      | Томіслав Бркич  | Вальтер Трузенді Андреа Вавассорі       | 6–3, 7–6(7–4)              |
| Поразка   | 21–11 | Лют 2019 | Даллас, США                    | Челленджер | Тверде (i) | Руан Рулофсе    | Маркос Гірон Денис Новіков              | 4–6, 6–7(3–7)              |
| Перемога  | 22–11 | Чер 2019 | Мілан, Італія                  | Челленджер | Ґрунт      | Томіслав Бркич  | Андрій Василевський Андреа Вавассорі    | 7–6(8–6), 6–2              |
| Перемога  | 23–11 | Лип 2019 | Перуджа, Італія                | Челленджер | Ґрунт      | Томіслав Бркич  | Рожеріу Дутра Сілва Шимон Валькув       | 6–4, 6–3                   |
| Перемога  | 24–11 | Лип 2019 | Корденонс, Італія              | Челленджер | Ґрунт      | Томіслав Бркич  | Нікола Чачиц Антоніо Шанчич             | 6–2, 6–3                   |
| Перемога  | 25–11 | Сер 2019 | L'Aquila, Італія               | Челленджер | Ґрунт      | Томіслав Бркич  | Лука Марґаролі Андреа Вавассорі         | 6–3, 6–2                   |
| Перемога  | 26–11 | Вер 2019 | Б'єлла, Італія                 | Челленджер | Ґрунт      | Томіслав Бркич  | Аріель Беар Андрій Голубєв              | 7–6(7-2), 6–4              |